# Gonzalo De Porras
Gonzalo Martín De Porras (Neuquén, 26 luglio 1984) è un ex calciatore argentino, di ruolo attaccante.

## Carriera
Ha iniziato la sua carriera con il club argentino Rosario Central. Ha anche giocato per l'Olympiakos Nicosia e l'Olmedo. Dal 2009 milita nella Lega Pro Seconda Divisione con il Manfredonia. Nel 2010 si trasferisce nel Liberty Molfetta, nel campionato di Eccellenza Puglia, segnando le sue prime reti con la doppietta nella vittoria 2-1 sul campo del Locorotondo. Si svincola nel giugno del 2010. Nel 2011 torna in Sudamerica, in Serie B Cilena, indossando la maglia del Coquimbo Unido e totalizzando 9 reti in 32 presenze. Nel 2012 firma per il CD Cobresal, in Primera Division (massima serie cilena; 4 reti in 16 presenze); poi ancora Prima Divisione, prima nel Concepcion e poi nel Barnechea (dove milita tuttora).